# Asparagus glaucus
Asparagus glaucus là một loài thực vật có hoa trong họ Măng tây. Loài này được Kies mô tả khoa học đầu tiên năm 1951.